# SBS 가요대전
《SBS 가요대전》(SBS歌謠大戰)은 스튜디오 프리즘(구.SBS 예능본부)에서 주최하는 연말 특집 가요 프로그램이다. 1992년부터 1995년까지는 SBS 스타상의 가수 부문으로 시상하였으며, 1996년부터 2006년까지 가요 시상식 체제를 거쳐 2007년부터 시상을 폐지하는 대신, 군중 행사 형식으로 진행된다. 2014년부터 2016년까지 SBS 가요대전이 SBS SAF 가요대전으로 타이틀이 바뀌어 개최되었으며, SAF는 "SBS AWARD FESTIVAL"을 뜻한다. 2017년부터 프로그램명을 다시 SBS 가요대전으로 변경하여 진행하고 있다. 2024년 지상파 3사 최초로 상반기(7월)와 하반기(12월)에 나누어서 2번 진행한다.

## 역대 공식 MC
| 개최년도        | 부제목 (서브 타이틀) | MC                                                                        | 장소                             | 비고                                   |
| --------------- | -------------------- | ------------------------------------------------------------------------- | -------------------------------- | -------------------------------------- |
| 1996년          | 빈칸                 | 유정현, 김희선                                                            | SBS 등촌동 공개홀                |                                        |
| 1997년          | 빈칸                 | 김승현, 최지우                                                            | 올림픽체조경기장                 |                                        |
| 1998년          | 빈칸                 | 김승현, 김희선                                                            | KBS 스포츠월드 제1체육관         |                                        |
| 1999년          | 빈칸                 | 김승현, 최지우                                                            | 올림픽체조경기장                 |                                        |
| 2000년          | 빈칸                 | 서세원, 채림                                                              | 올림픽체조경기장                 |                                        |
| 2001년          | 빈칸                 | 서세원, 김정은                                                            | SK올림픽핸드볼경기장             |                                        |
| 2002년          | 빈칸                 | 이문세, 정지영                                                            | SK올림픽핸드볼경기장             |                                        |
| 2003년          | 빈칸                 | 이문세, 김정은                                                            | SK올림픽핸드볼경기장             |                                        |
| 2004년          | 빈칸                 | 이문세, 성유리                                                            | 삼성동 코엑스 C홀                |                                        |
| 2005년          | 빈칸                 | 이문세, 이보영                                                            | KBS 스포츠월드 제1체육관         |                                        |
| 2006년          | 빈칸                 | 이문세, 박진희                                                            | 일산 킨텍스 제1전시장            |                                        |
| 2007년          | 빈칸                 | 이휘재, 이효리                                                            | 장충체육관                       | HD급 고화질 방송으로 생중계            |
| 2008년          | 빈칸                 | 이천희, 박예진, 대성                                                      | 일산 킨텍스 제1전시장            |                                        |
| 2009년          | 빈칸                 | 김희철 (슈퍼주니어), 박신혜, 정용화 (CNBLUE)                              | 대화동 킨텍스                    |                                        |
| 2010년          | 빈칸                 | 김희철 (슈퍼주니어), 황정음, 정용화 (CNBLUE), 조권 (2AM)                  | 대화동 킨텍스                    |                                        |
| 2011년          | 빈칸                 | 이승기, 송지효, 윤아 (소녀시대)                                           | 일산 킨텍스 제2전시장 (9B홀)     |                                        |
| 2012년          | The Color of K-POP   | 정겨운, 아이유, 수지 (미쓰에이)                                           | 고려대학교 화정체육관            |                                        |
| 2013년          | 빈칸                 | 성시경, 김희철 (슈퍼주니어), 산다라박                                     | 일산 킨텍스 제1전시장            |                                        |
| 2014년          | SUPER5               | 닉쿤 (2PM), 정용화 (CNBLUE), 엘 (인피니트), 바로, 송민호 (WINNER), 송지효 | 삼성동 코엑스 D홀                |                                        |
| 2015년          | 빈칸                 | 신동엽, 아이유                                                            | 삼성동 코엑스 D홀                |                                        |
| 2016년          | 빈칸                 | 유희열, 백현 (EXO), 유리 (소녀시대)                                       | 삼성동 코엑스 D홀                |                                        |
| 2017년          | 빈칸                 | 유희열, 아이유                                                            | 고척스카이돔                     |                                        |
| 2018년          | 빈칸                 | 전현무, 조보아                                                            | 고척스카이돔                     |                                        |
| 2019년          | Touch                | 전현무, 설현 (AOA)                                                        | 고척스카이돔                     |                                        |
| 2020년          | in DAEGU             | 붐, 김희철 (슈퍼주니어), 이나은 (에이프릴)                                | 대구육상진흥센터                 |                                        |
| 2021년          | WELCOME              | 붐, Key (샤이니), 유나 (ITZY)                                             | 인천 남동체육관                  |                                        |
| 2022년          | SHOUT OUT THE LIVE   | Key (샤이니), 차은우 (아스트로), 안유진 (IVE)                             | 고척스카이돔                     |                                        |
| 2023년          | SWITCH               | Key (샤이니), 연준 (투모로우바이투게더), 안유진 (IVE)                     | 인천 영종도 인스파이어 아레나 홀 | UHD급 초고화질 방송으로 생중계         |
| 2024년 (상반기) | SUMMER               | 도영 (NCT 127), 연준 (투모로우바이투게더), 안유진 (IVE)                   | 인천 영종도 인스파이어 아레나 홀 | UHD급 초고화질 방송으로 녹화 실황 중계 |
| 2024년 (하반기) | Merry Music          | 도영 (NCT 127), 연준 (투모로우바이투게더), 안유진 (IVE)                   | 인천 영종도 인스파이어 아레나 홀 | UHD급 초고화질 방송으로 생중계         |
| 2025년 (상반기) | SUMMER               | 도영 (NCT 127), 연준 (투모로우바이투게더), 안유진 (IVE)                   | 일산 킨텍스 제1전시장            | UHD급 초고화질 방송으로 녹화 실황 중계 |

## 타이틀 변천사
현재 타이틀은 2022년 기준으로 한다.
| 역대 (대수) | 타이틀       | 방송 기간       |
| ----------- | ------------ | --------------- |
| 1대         | SBS 스타상   | 1992년 ~ 1995년 |
| 2대         | SBS 가요대전 | 1996년 ~ 2013년 |
| 3대         | SAF 가요대전 | 2014년 ~ 2016년 |
| 4대         | SBS 가요대전 | 2017년 ~ 현재   |

## 역대 대상 수상자
| 개최년도 | 수상자 / 곡목            |
| -------- | ------------------------ |
| 1996년   | (미시상)                 |
| 1997년   | H.O.T. - 행복            |
| 1998년   | H.O.T. - 빛              |
| 1999년   | 핑클 - 영원한 사랑       |
| 2000년   | 조성모 - 아시나요        |
| 2001년   | god - 길                 |
| 2002년   | 보아 - No.1              |
| 2003년   | 이효리 - 10 Minute       |
| 2004년   | 신화 - Brand New         |
| 2005년   | 김종국 - 제자리 걸음     |
| 2006년   | 동방신기 - "O"-正.反.合. |

- 2007년부터 시상식이 폐지되었고 2014년 잠시 개최한 바 있다.

| 개최년도 | 수상자                | 수상자           |
| 개최년도 | 앨범상                | 음원상           |
| -------- | --------------------- | ---------------- |
| 2014년   | EXO - 중독 (Overdose) | 소유X정기고 - 썸 |

## 방송 사고
- 2016년 12월 26일 : 트와이스〈TT〉 무대 시작 초반에 여자친구 〈너 그리고 나〉의 MR로 바뀌는 음향사고가 발생했다.
- 2019년 12월 25일 : 웬디가 〈Psycho〉 리허설 중 2.5m 높이에서 추락하는 사고가 발생했다.

## 네트워크 방송사
- 《SBS 가요대전》의 전국 각 지역 9개 민영방송 네트워크 가맹국 및 방송 시간
  - 프로그램 제작국(키국)인 SBS를 비롯한 KNN 부산경남방송, TBC 대구방송, TJB 대전방송 등 전국 각 지역 9개 민영 방송사 모두 동시 네트워크로 일제히 송출한다.
  - 2006년 5월 14일부터 개칭한 KNN 부산경남방송의 경우, 방송 당시 PSB 부산방송 명칭을 2006년 5월 13일까지 표기했다.
  - 2011년 10월 10일부터 개칭한 G1의 경우, 방송 당시 GTB 강원민방 명칭을 2011년 10월 9일까지 표기했다.

| 방송 권역               | 방송사           | 방송 요일 및 시간 | 비고                   |
| ----------------------- | ---------------- | --- | ---------------------- |
| 수도권 (서울·인천·경기) | SBS              | 2024년부터 상반기(7월)와 하반기(12월 마지막주)에 나누어서 진행(9개 지역 민방 동시 네트워크로 전국적으로 일제히 송출되며, SBS 8 뉴스 등 일부 프로그램들의 결방을 피하기 위해서, 편성 상황에 따라 유동적으로 달라질 수 있음) | 프로그램 제작국(키국)  |
| 부산·경남               | KNN 부산경남방송 | 2024년부터 상반기(7월)와 하반기(12월 마지막주)에 나누어서 진행(9개 지역 민방 동시 네트워크로 전국적으로 일제히 송출되며, SBS 8 뉴스 등 일부 프로그램들의 결방을 피하기 위해서, 편성 상황에 따라 유동적으로 달라질 수 있음) | 제1회(1996년)부터 시작 |
| 대구·경북               | 대구경북 TBC     | 2024년부터 상반기(7월)와 하반기(12월 마지막주)에 나누어서 진행(9개 지역 민방 동시 네트워크로 전국적으로 일제히 송출되며, SBS 8 뉴스 등 일부 프로그램들의 결방을 피하기 위해서, 편성 상황에 따라 유동적으로 달라질 수 있음) | 제1회(1996년)부터 시작 |
| 대전·충남·세종          | TJB 대전방송     | 2024년부터 상반기(7월)와 하반기(12월 마지막주)에 나누어서 진행(9개 지역 민방 동시 네트워크로 전국적으로 일제히 송출되며, SBS 8 뉴스 등 일부 프로그램들의 결방을 피하기 위해서, 편성 상황에 따라 유동적으로 달라질 수 있음) | 제1회(1996년)부터 시작 |
| 광주·전남               | kbc 광주방송     | 2024년부터 상반기(7월)와 하반기(12월 마지막주)에 나누어서 진행(9개 지역 민방 동시 네트워크로 전국적으로 일제히 송출되며, SBS 8 뉴스 등 일부 프로그램들의 결방을 피하기 위해서, 편성 상황에 따라 유동적으로 달라질 수 있음) | 제1회(1996년)부터 시작 |
| 울산                    | UBC 울산방송     | 2024년부터 상반기(7월)와 하반기(12월 마지막주)에 나누어서 진행(9개 지역 민방 동시 네트워크로 전국적으로 일제히 송출되며, SBS 8 뉴스 등 일부 프로그램들의 결방을 피하기 위해서, 편성 상황에 따라 유동적으로 달라질 수 있음) | 제2회(1997년)부터 시작 |
| 전북                    | JTV 전주방송     | 2024년부터 상반기(7월)와 하반기(12월 마지막주)에 나누어서 진행(9개 지역 민방 동시 네트워크로 전국적으로 일제히 송출되며, SBS 8 뉴스 등 일부 프로그램들의 결방을 피하기 위해서, 편성 상황에 따라 유동적으로 달라질 수 있음) | 제2회(1997년)부터 시작 |
| 충북                    | CJB 청주방송     | 2024년부터 상반기(7월)와 하반기(12월 마지막주)에 나누어서 진행(9개 지역 민방 동시 네트워크로 전국적으로 일제히 송출되며, SBS 8 뉴스 등 일부 프로그램들의 결방을 피하기 위해서, 편성 상황에 따라 유동적으로 달라질 수 있음) | 제2회(1997년)부터 시작 |
| 강원                    | G1방송           | 2024년부터 상반기(7월)와 하반기(12월 마지막주)에 나누어서 진행(9개 지역 민방 동시 네트워크로 전국적으로 일제히 송출되며, SBS 8 뉴스 등 일부 프로그램들의 결방을 피하기 위해서, 편성 상황에 따라 유동적으로 달라질 수 있음) | 제6회(2001년)부터 시작 |
| 제주                    | JIBS 제주방송    | 2024년부터 상반기(7월)와 하반기(12월 마지막주)에 나누어서 진행(9개 지역 민방 동시 네트워크로 전국적으로 일제히 송출되며, SBS 8 뉴스 등 일부 프로그램들의 결방을 피하기 위해서, 편성 상황에 따라 유동적으로 달라질 수 있음) | 제7회(2002년)부터 시작 |

## 가요 경쟁 프로그램
- KBS 가요대축제 (KBS 2TV)
- MBC 가요대제전 (MBC TV)

## 참고 사항
1. ↑  1996년부터 2023년까지 매년 12월 마지막주에 생방송으로 진행됨
2. ↑  개국 명칭이 TBC 대구방송이다.